# الإنترنت في الجزائر

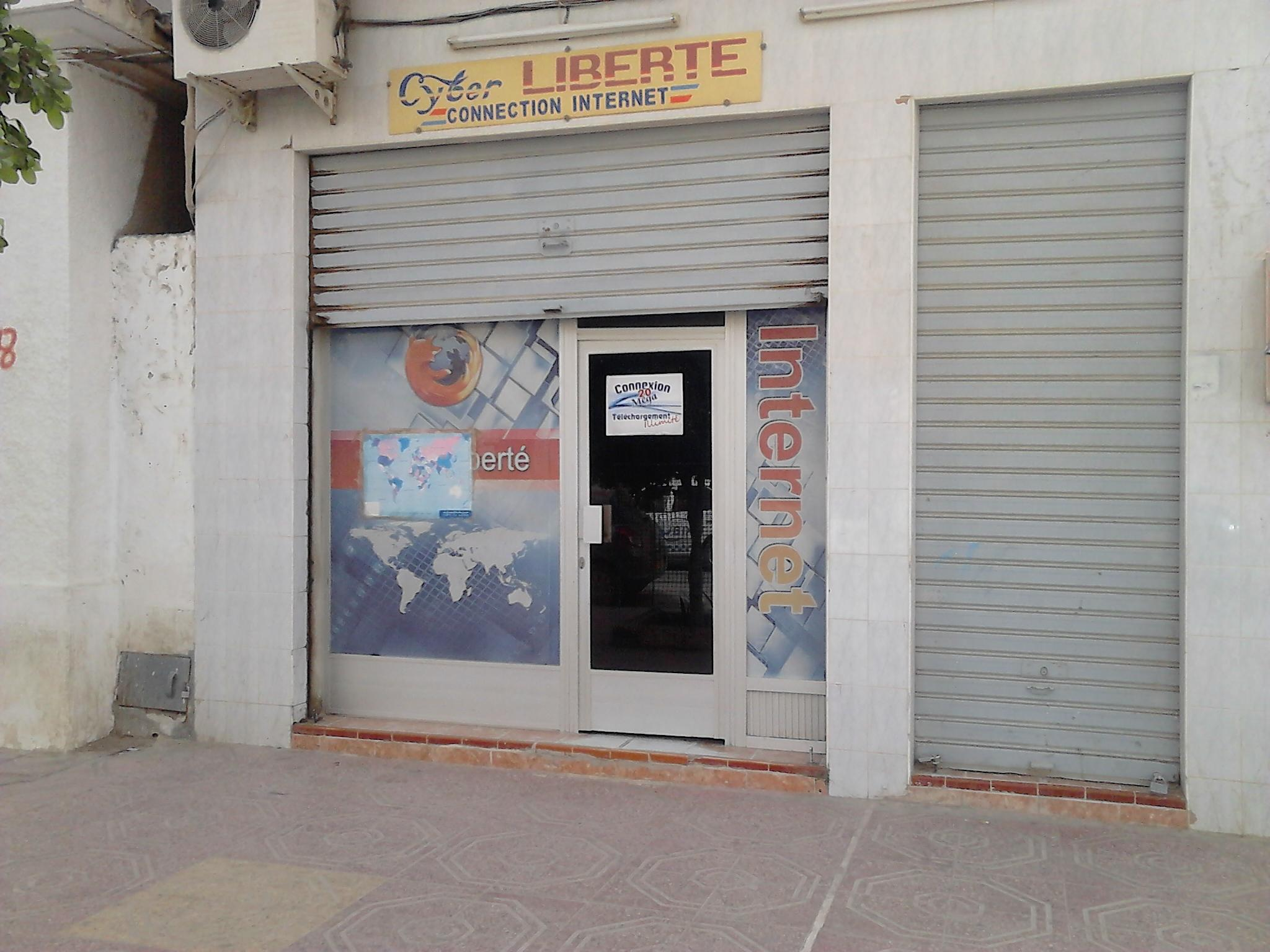
مقهى انترنت في مدينة بسكرة

دخلت خدمة الإنترنت أول مرة في الجزائر عام 1993 عن طريق مركز البحث للمعلومات العلمية والتقنية (م ب م ع ت سيريست Cerist) وهو مركز للأبحاث تابع للدّولة الجزائرية، في عام 1998 صدر المرسوم الوزاري رقم 265 لعام 1998 الذي بموجبه أنهى احتكار خدمة الإنترنت من الدولة وسمح للشركات الخاصة بتقديم هذه الخدمة، بيد أن هذا المرسوم اشترط على الذين يريدون هذه الخدمة لأغراض تجارية أن يكونوا جزائري الجنسية، ويتم تقديم الطلبات مباشرة إلى وزير الاتصالات. وفي عام 1998 ظهرت أولى شركات التزويد الخاصة وارتفعت أعداد الشركات التي تزود الزبائن إلى 18 شركة بحلول شهر مارس عام 2000. ورغم تحرير قطاع الاتصالات في ٪الجزائر إلا أن الوضع الحالي بالنسبة لشبكة الإنترنت ما يزال ضعيفا مقارنة بدول الجوار، وتشير الإحصائيات أن مجموع مستخدمي الإنترنت في الجزائر بلغ 1.9 مليون شخص حتى نهاية عام 2005. وفي العام 2010 وصل عدد المستخدمين لحوالي 4,323,273 أي ما يقدر بحوالي 12.5% من عدد السكان. ومن أبرز شركات التزويد بالأنترنت شركة (إيباد Eepad). لكن في مايو 2008 بقرار من وزراة البريد وتكنولوجيات الاتصال والاعلام خفض سعر الاشتراك إلى النصف لدي أكبر شركات التزويد بالانترنت التابعة لدولة الجزائر وهي اتصالات الجزائر[ حيث عرف عدد المشتركين ارتفاعا ملحوظا.
نهاية 2015 احصت وكالة ضبط الاتصالات 18583527 مشترك، وهو ما يمثل حوالي 46٪ من السكان. هناك 72٪ من مستخدمي الإنترنت في الجزائر اعمارهم ما بين 15 و 19 عاما، بما في ذلك 40٪ الذين يتصلون كل يوم. وبالتالي، ارتفع عدد المشتركين في شبكة الإنترنت من 2339338 في 2013 إلى 18٬583٬000 مشترك في عام 2015م 

## نسبة المشتركين في شبكة الإنترنت
| السنة | 2004 | 2005 | 2006 | 2007 | 2008  | 2009  | 2010  | 2011  | 2012  | 2013 | 2014 | 2015 |
| %     | 4,63 | 5,84 | 7,38 | 9,45 | 10,18 | 11,23 | 12,50 | 14,00 | 15,23 | 16   | 28   | 46   |

## أكثر 25 موقع زيارة
| المرتبة | الإسم                         | الرابط               | الوصف                                            |
| ------- | ----------------------------- | -------------------- | ------------------------------------------------ |
| 1       | جوجل                          | www.google.com       | محرك بحث                                         |
| 2       | فايسبوك                       | facebook.com         | موقع تواصل إجتماعي                               |
| 3       | يوتيوب                        | www.youtube.com      | موقع مشاركة فيديوهات                             |
| 4       | أنستغرام                      | www.instagram.com    | موقع تواصل إجتماعي ومشاركة صور                   |
| 5       | جوجل (النطاق الجزائري)        | www.google.dz        | محرك بحث                                         |
| 6       | واد كنيس                      | www.ouedkniss.com    | موقع للتجارة، البيع والشراء                      |
| 7       | تويتر                         | twitter.com          | موقع تواصل إجتماعي                               |
| 8       | ياهو                          | www.yahoo.com        | موقع أخبار، بريد إلكتروني، ومحرك بحث             |
| 9       | ويكيبيديا                     | www.wikipedia.org    | موسوعة إلكترونية                                 |
| 10      | تيك توك                       | www.tiktok.com       | موقع تواصل إجتماعي ومشاركة فيديوهات موسيقية      |
| 11      | يوتيوب (النطاق المختصر)       | youtu.be             | موقع مشاركة فيديوهات                             |
| 12      | موبيليس                       | www.mobilis.dz       | موقع لمتعامل الجوال والأنترنت في الجزائر موبيليس |
| 13      | بريد الجزائر                  | www.poste.dz         | موقع مؤسسة بريد الجزائر الحكومية                 |
| 14      | بنترست                        | www.pinterest.com    | شبكة اجتماعية لنشر الصور                         |
| 15      | آوتلوك                        | live.com             | خدمة بريد إلكتروني من مايكروسوفت                 |
| 16      | موضوع                         | mawdoo3.com          | موقع عربي ذو محتوى متنوع                         |
| 17      | دايليموشن                     | www.dailymotion.com  | موقع مشاركة فيديوهات                             |
| 18      | أوريدو الجزائر                | www.ooredoo.dz       | موقع لمتعامل الجوال والأنترنت في الجزائر أوريدو  |
| 19      | بيتلي (نطاق الروابط المختصرة) | bit.ly               | خدمة إختصار روابط                                |
| 20      | وزارة التربية الوطنية         | www.education.gov.dz | الموقع الرسمي لوزارة التربية والتعليم في الجزائر |
| 21      | كووورة                        | www.kooora.com       | موقع أخبار رياضية                                |
| 23      | فايل ابلود                    | www.file-upload.com  | خدمة لرفع وتحميل الملفات                         |
| 24      | ديسكورد                       | discord.com          | موقع تواصل إجتماعي ودردشة نصية وصوتية            |
| 25      | ميديا فاير                    | www.mediafire.com    | خدمة لرفع وتحميل الملفات                         |

## الرقابة على الإنترنت
في أكتوبر 2015، نشرت الجريدة الرسمية الجزائرية مرسوم خاص بإنشاء جهاز مهمته مراقبة كل الاتصالات الالكترونية، وكل ما ينشر عبر مواقع الانترنت من طرف الجزائريين، وهو الجهاز الذي وضع تحت وصاية وزارة العدل، في وقت تتزايد فيه الأصوات التي تندد بالتضييق على الحريات والسعي للقضاء على هوامش حرية التعبير.
وذكر المرسوم أن الجهاز تزود بغرفة عمليات وبتجهيزات تقنية من آخر طراز من أجل القيام بالمهام الموكلة إليه، في متابعة وترصد كل ما يتم نشره من طرف رواد الانترنت في الجزائر، بالإضافة إلى الاتصالات التي تتم عن طريق الشبكة العنكبوتية.
وأضاف المرسوم أن مهمة الجهاز هو جمع وتسجيل المعلومات الرقمية المختلفة وتحديد مصدرها، من أجل استخدامها في الإجراءات القضائية، وذلك من أجل التصدي لأي مخالفات أو «اعتداءات إرهابية محتملة»، أو عمليات التخريب أو المساس برموز الدولة، وهي في معظمها مصطلحات عامة يمكن أن يكون لها أكثر من تفسير، وغالبا ما تخضع إلى السلطة التقديرية للذين يتولون تسيير هذا الجهاز، كما أن المرسوم الذي وقعه الرئيس عبد العزيز بوتفليقة لا يتحدث بالضبط عن الحالات التي يتم فيها تسجيل وتتبع المعلومات الرقمية، وهل الأمر سيخص أشخاصا بعينهم مشبوهين، أم أن مهمة هذا الجهاز ستكون فرض رقابة على كل الجزائريين من رواد الانترنت، خاصة وأن مواقع التواصل الاجتماعي أصبحت فضاء للتنفيس.